# Camtel
Camtel (acronyme de Cameroon Telecommunication) est l'opérateur public de téléphonie du Cameroun. L'entreprise est en voie de privatisation depuis 1998, l'État Camerounais souhaitant céder 51 % de sa participation

## Histoire

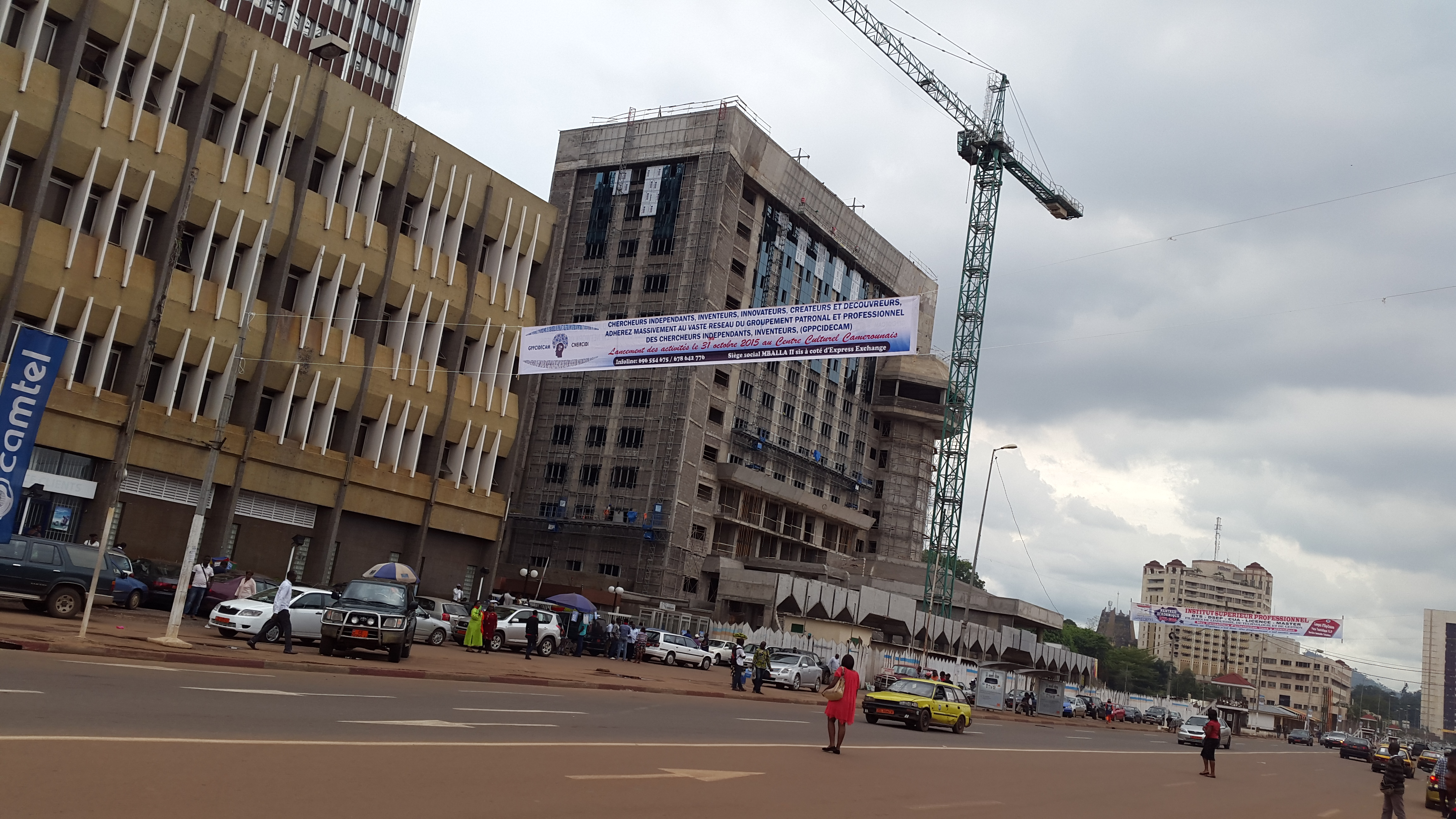
Immeuble Camtel à Yaoundé.

Camtel est née en 1998de la transformation de la direction des télécommunications (Ministère des postes et télécommunications) en société anonyme à laquelle s'ajouta l'entreprise publique Intelcam, alors responsable des communications téléphoniques internationales. La filiale de téléphonie mobile, Camtel-Mobil, fut vendue à l'opérateur de télécommunication MTN en février 2000.
Ces changements sont intervenus lors de la libéralisation du secteur des télécommunications au Cameroun. L'étape suivante aurait dû être la privatisation de la société Camtel, qui n'a pu être réalisée faute d'investisseurs. En effet, la société ne bénéficiait pas de licence GSM, principal attrait des investisseurs du secteur de la téléphonie à cette époque.
En 2005, la société a lancé le service de téléphonie Mobile CT-Phone, basée sur la technologie CDMA. Le matériel nécessaire au démarrage du service a fait l'objet d'un don de la république populaire de Chine.
Camtel détient le monopole sur le réseau national de fibre optique qu'il loue aux autres opérateurs.
En mars 2018, l'opérateur a annoncé son ambition de se lancer dans la distribution de l'internet par satellite. Quelques mois après, Judith YAH SUNDAY épse ACHIDI est nommée par le Président de la République du Cameroun Paul Biya nouveau directeur général de la firme de télécommunication suivant le décret présidentiel du 14 décembre 2018.

## Produits

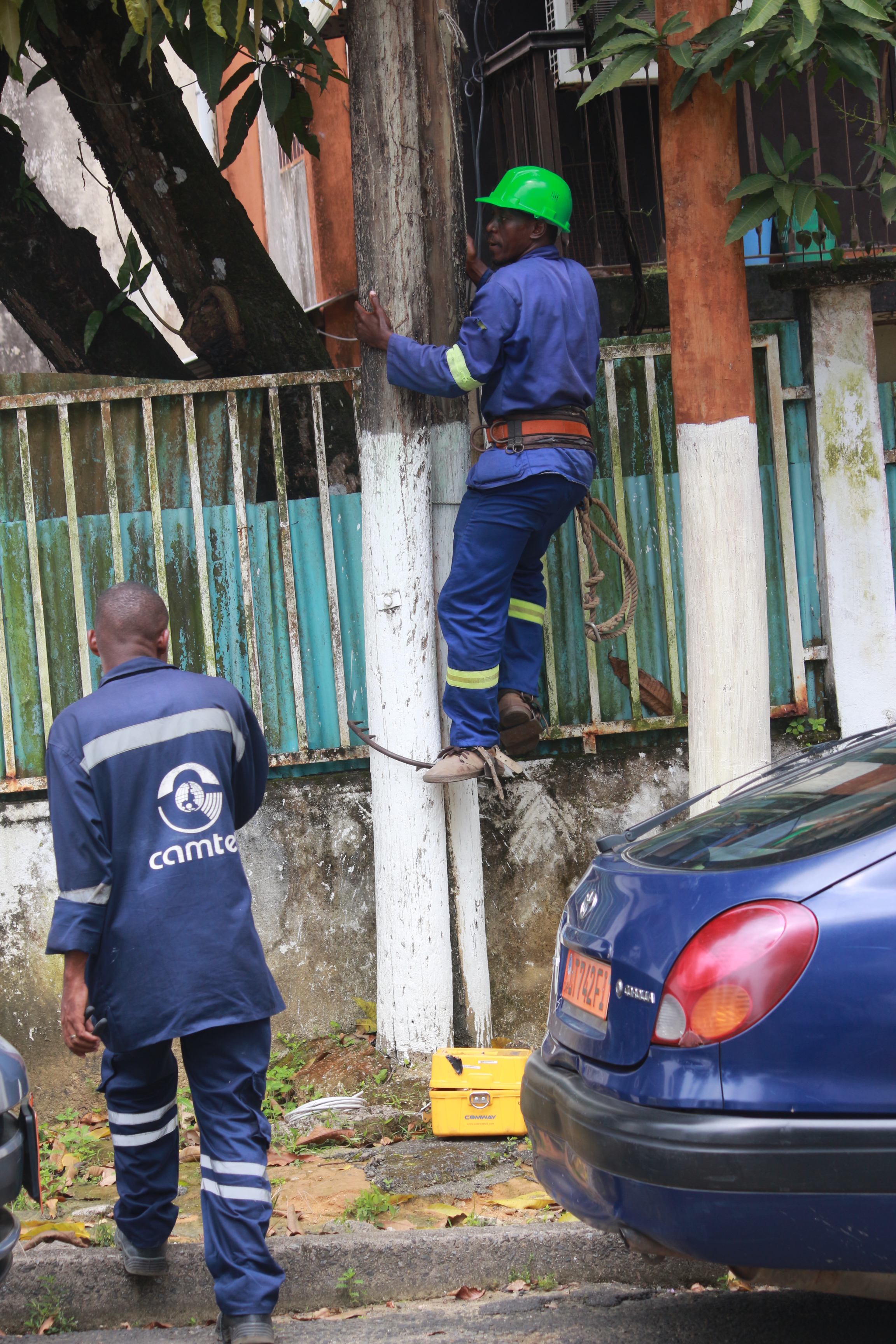
Agents Camtel installant une ligne.

L'entreprise exploite les produits suivants (2020) :
- Téléphone fixe : 128 169 lignes
- Réseau hertzien CDMA, CT Phone : 685 945 lignes
- ADSL : 9 024
- Fibre optique FTTH (Fiber To The Home) : 25 014
- Total des abonnements Internet : 722 579
- Liaisons spécialisées
- Telephone Mobile GSM

Le 20 août 2021, Camtel lance la marque "Blue" qui englobe tous ses offres de service. Après le lancement de sa nouvelle marque, Camtel lancera également le service "Blue home" quelques mois plus tard pour apporter une solution fiable et concurrentielle.

## Santé financière
Camtel est pénalisée par les défauts de paiement de l'État camerounais qui lui devrait environ 70 milliards de Francs CFA (plus de 100 millions d'euros) en 2005.
En 2001, le MINEFI estimait la société à 102 milliards de Francs CFA (155 millions d'Euros). En 2020, elle réalise un chiffre d'affaires d'environ 156,5 milliards de Francs CFA. ce chiffre d'affaires passera à 151,09 milliards Franc CFA en 2021 pour un résultat net de 7,4 milliards Francs CFA.
En date du 1er décembre 2021, Camtel compte 1 800 815 d'abonnés sur son réseau.